# Anthidiellum eiseni
Anthidiellum eiseni là một loài Hymenoptera trong họ Megachilidae. Loài này được Cockerell mô tả khoa học năm 1913.